# 百治磷
百治磷（英語：Dicrotophos，也称为百特磷）是一种有机磷酸酯乙酰胆碱酯酶抑制剂，常用作杀虫剂 。